# 신평군
신평군(新坪郡)은 조선민주주의인민공화국의 황해북도 북동부에 있는 군이다.

## 지리
남부는 곡산군·수안군, 서부는 연산군·평안남도 회창군, 북부는 평안남도 신양군·양덕군, 동부는 강원도 법동군·판교군과 잇닿아 있다. 
고개의 남쪽으로는 대동강의 지류인 남강이 흐르며 여기에 곡산천이 흘러든다.

## 역사
해방전 황해도 곡산군의 북부 지역이었다. 1952년 12월 군면리 대폐합에 따라 곡산군의 상도면, 하도면, 멱미면, 이령면, 화촌면과 봉명면의 동천리, 동촌면의 오륜리를 합병해 신평군(신평읍, 18개 리)을 신설했다.
신평군에서 가장 높은 하람산 아래에는 조선 태조가 기마 훈련을 했었던 치마대와 그 때 마시던 물인 수라천이 있다. 이곳에는 정조의 친필로 ‘馳馬舊基碑(치마구기비)’라 적힌 비가 있다. 그리고 멱미면 마하리 문성동의 검암령에는 문성진의 성문터와 진영터가 지금도 남아 있다.

## 교통
- 평양원산관광도로

## 행정 구역
1읍 2구 11리로 구성되었으나 2010년대 이후 황해북도 곡산군에서 일부 지역을 다시 편입한 것으로 알려져 있다.
- 신평읍 (新坪邑)
- 멱미로동자구 (覓美勞動者區)
- 만년로동자구 (萬年勞動者區)
- 평화리 (平和里)
- 고읍리 (古邑里)
- 대지리 (大地里)
- 석암리 (石岩里)
- 선암리 (仙岩里)
- 미송리 (眉松里)
- 남천리 (南川里)
- 추란전리 (秋蘭田里)
- 도음리 (陶陰里)
- 거리소리 (巨利所里)
- 생양리 (生陽里)